# 望夫云
《望夫云》是白族人的一则民间爱情故事，在《大理府志》与《大理县志稿》中有书面记载。在民间有数个版本流传，流传较广的一个版本是这样的：南诏一个有个公主，长得很美丽。她厌恶宫廷生活的沉闷、空虚和无聊，向往一真正的自由、幸福和爱情。一个偶然的机会，她见到了一个英俊、勇敢的穷苦猎人，并一见钟情，他们热烈地相爱了。她逃出宫廷，猎人把她带到苍山顶的玉局峰。南诏王得知大怒，请了罗荃法师将青年猎人打入洱海，变为石骡。南诏公主盼望、思念自己的爱人，终干悲愤地死去。她死后化为一朵云，每年八、九月间，都要出现在玉局峰上。据说她一出现，洱海上空风暴骤起，海面白浪滔天，直到吹开海水，看到石骡，风才平息，望夫云也才消失。